# Josep Anglada
Pour les articles homonymes, voir Anglada.
Josep Anglada i Rius (Vic, 21 juin 1959) est un homme politique espagnol d'extrême droite. Il est le président de Plataforma per Catalunya, un parti nationaliste et identitaire espagnol,,,,,,,,,.

## Biographie
Au cours de la Transition démocratique espagnole, Josep Anglada participe à l'organisation franquiste Fuerza Nueva,,,,,,,,,.
Il a été condamné pour deux agressions sur mineurs,.